# 井上孝美
井上孝美（いのうえ たかよし、1937年（昭和12年）8月10日 - ）は、日本の文部官僚。

## 概要
文部省のドンとして事務次官。その後も放送大学理事長、放送大学教育振興会会長として20年以上君臨する数少ないキャリアの首領の一人。

## 略歴
- 1963年3月　東京大学法学部第2類（公法コース）卒業[2]。
- 1963年4月　文部省入省（配属は大学学術局大学課[2]）。
- 1966年4月　文部省管理局振興課[2]。
- 1968年6月　文部省大臣官房総務課審議班審議主任[2]。
- 1970年8月　大分県教育委員会教職員課長[2]。
- 1972年8月　文部省初等中等教育局地方課長補佐[2]。
- 1977年11月　文部大臣秘書官事務取扱[2]。
- 1991年6月 文部省大臣官房総務審議官
- 1992年7月 文部省教育助成局長
- 1995年1月 文部省初等中等教育局長
- 1996年1月9日〜1997年7月1日　文部事務次官[3]。
- 1997年7月2日〜2005年9月1日　放送大学学園理事長[4]。
- 2005年9月2日〜　放送大学教育振興会理事長[5]。
- 2005年9月2日〜　放送大学教育振興会会長[5]。
- 2005年9月2日〜　日本視聴覚教育協会会長[6]。
- 2007年 秋の叙勲において瑞宝重光章を受章[7]